# Ab Urbe condita
Pour les articles homonymes, voir AUC.
Ab Urbe condita, aussi Anno Urbis conditae, est une locution latine, connue également sous l’abréviation AUC ou AVC. Elle signifie littéralement « à partir de la fondation de la Ville », ou bien « depuis la fondation de la Ville », ou encore « dans l'année depuis la fondation de la Ville ».

## Usage historique
Cette locution latine était utilisée par les anciens Romains comme origine de la datation des années du calendrier romain, dans la pratique principalement par les historiens ou les mémorialistes (dans l'usage courant, on désignait les années par le nom des consuls éponymes, c'est-à-dire des consuls de Rome élus pour l'année et donnant leur nom à celle-ci, ou bien aussi par l'année du règne de l'empereur).

## Conversions
La fondation de Rome est fixée au 21 avril de l'an 753 av. J.-C., selon le récit de Tite-Live, nommé Ab Urbe condita libri.
Pour convertir une date du calendrier standard (calendrier grégorien) en année du calendrier romain :
| Si la date est antérieure au 21 avril | Si la date est antérieure au 21 avril | Si la date est postérieure au 20 avril | Si la date est postérieure au 20 avril |
| ------------------------------------- | ------------------------------------- | -------------------------------------- | -------------------------------------- |
| Avant l'ère commune                   | Après l'ère commune                   | Avant l'ère commune                    | Après l'ère commune                    |
| Ajouter +753 à l'année                | Ajouter +752 à l'année                | Ajouter +754 à l'année                 | Ajouter +753 à l'année                 |

Exemples :
- 16 janvier 27 av. J.-C. : cette date est antérieure au 21 avril et est avant l'ère commune. (-27) + 753 = 726. L'année de cette date est donc 726 ab Urbe condita, en latin : DCCXXVI AUC ;
- 16 novembre 42 av. J.-C. : cette date est postérieure au 20 avril et est avant l'ère commune. (-42) + 754 = 712. L'année de cette date est donc 712 ab Urbe condita, en latin : DCCXII AUC ;
- 15 février 1710 : cette date est antérieure au 21 avril et est après l'ère commune. 1710 + 752 = 2462. L'année de cette date est donc 2462 ab Urbe condita, en latin : MMCDLXII AUC ;
- 22 juin 1815 : cette date est postérieure au 20 avril et est après l'ère commune. 1815 + 753 = 2568. L'année de cette date est donc 2568 ab Urbe condita, en latin : MMDLXVIII AUC.